# India Today
India Today est un magazine d'actualité indien de langue anglaise. Il est fondé en 1975 par Vidya Vilas Purie.
Il est réputé proche du Premier ministre Narendra Modi et du parti de droite BJP.

## Histoire
Le premier numéro de India Today est vendu à New Delhi en décembre 1975, alors que la première ministre Indira Gandhi a proclamé l'état d'urgence. Le magazine est fondé par Vidya Vilas Purie. Son fils Aroon Purie (en) occupe le poste de rédacteur en chef (managing editor) et d'éditeur (publisher). Sa fille Madhu Trehan (en), diplômée de l'école de journalisme de l'université Columbia, fait également partie des cadres du magazine. Lors de son lancement, India Today est publié en anglais. Une édition en hindi paraît à partir de 1985. Le magazine est également disponible en langues télougou et tamoul depuis 1990 et en bengali depuis 2006. À l'origine bimensuel, il est publié chaque semaine à partir de juin 1997. Des suppléments consacrés aux principales villes du pays paraissent tous les mois.

## Ligne éditoriale
India Today s'adresse initialement aux lecteurs étrangers et ambitionne de modifier leurs préjugés sur l'Inde. Le magazine couvre l'actualité politique, sociale, économique, scientifique, artistique, etc., sur les plans national et international. Rédigé par des experts de ces domaines, le magazine acquiert une réputation de sérieux et parvient à séduire un large lectorat.

## Diffusion
Distribué à 5 000 exemplaires lors de son lancement, le magazine revendique une diffusion supérieure au million d'exemplaires au cours des années 2000. En 2009, India Today dans son édition en anglais est considéré par l'Indian Readership Survey (en) comme l'hebdomadaire indien le plus lu.

## Propriété
L'hebdomadaire fait partie de l'India Today Group, un groupe de médias constitué par Aroon Purie (en). Il compte plus d'une dizaine de magazines disponibles dans plusieurs pays anglo-saxons, dont les États-Unis et le Royaume-Uni, plusieurs chaînes de télévision et une station de radio.